# 香港紙幣

香港流通的紙幣

香港鈔票是港元的其中一種形式。至今，香港流通的紙幣有$10、$20、$50、$100、$500及$1000，而$150的渣打銀行特別版本紀念紙幣亦在2009年10月1日起開始發行，滙豐銀行亦在2015年3月發行$150紀念鈔。

## 歷史

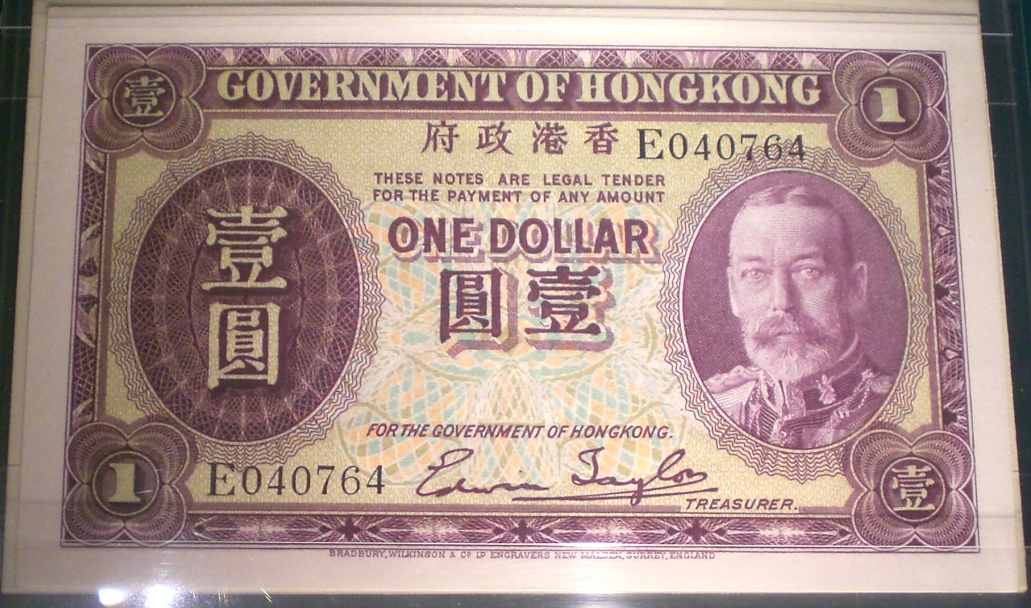
香港政府於1935年發行的壹圓紙幣

香港最初的紙幣是由1845年在香港成立的東藩滙理銀行發行。在1935年政府通過貨幣條例以前，很多銀行都有發行紙幣，但這些紙幣主要作商業上的交易。政府只接受部分特許銀行的紙幣為合法通貨。1935年以後，政府授權香港上海滙豐銀行、有利銀行（其後被滙豐併購）及印度新金山中國渣打銀行（1956年易名為香港渣打銀行）發行5元以上的港元紙幣。而面額1元及以下的港元紙幣則由香港政府發行（政府曾經短暫印行1仙、5仙和10仙鈔票，以補充市面輔幣之不足）。
1960年香港政府停止發行一元鈔票，以硬幣代替。另外由1959年開始，滙豐和渣打的鈔票面積縮小。1974年有利銀行停止發行100元鈔票，至此香港發鈔銀行只有兩家。而香港政府在1976年發行5元硬幣後，兩家銀行的5元紙幣亦停止發行。1985年開始兩家銀行的鈔票面積再度縮小，「大棉胎」鈔票不復存在，並且取消鈔票上「or the equivalent in the currency of the colony value received」（譯文「或等值之殖民地通貨」）一句。有鑑於政府於1993年1月制定把所有港幣硬幣和紙幣都需要配合香港主權移交而改版，1993年開始，滙豐和渣打更改鈔票式樣，取消了帶有殖民地色彩的設計。另外政府亦於當年起發行10元硬幣，香港上海滙豐銀行自此不再發行10元紙幣，而渣打銀行亦於1995年後停止發行10元紙幣。後來，1994年中國銀行亦成為香港其中一間發鈔銀行。
政府在1995年前曾經發行1仙紙幣，其目的為方便找續及用作繳付公共服務賬單的仙額，1仙紙幣於10月1日之後不再被接受為合法貨幣。
2007年7月8日，香港金融管理局發行10元塑膠鈔票，是香港首次發行塑膠鈔票。2009年，渣打銀行為了紀念香港分行成立150周年，特別發行面值150元的紀念鈔票，亦是全世界第一張面值150元的鈔票。而這批鈔票亦是香港第一批可以讓香港市民自訂編號的鈔票。
2018年7月24日，香港金融管理局及3間發鈔銀行宣佈發行新版鈔票。有關是次新鈔設計，三間發鈔銀行首次統一每個鈔票面額背面的設計主題，並以直幅方式去配合主題的版面設計，有別於傳統的橫向設計。因此，渣打銀行取消已沿用37年的瑞獸圖案。面額1,000港元、500港元及100港元的新鈔分別於2018年第四季、2019年初及2019年第三季推出市面流通，而50港元及20港元新鈔則於2020年初推出市面流通。

## 鈔票印刷
金管局在1996年4月代表政府從英國德纳罗公司購入位於大埔的印鈔廠，該廠隨即以「香港印鈔」的名稱經營業務。香港印鈔有限公司由香港金融管理局總裁擔任主席。政府繼續為香港印鈔的大股東，對該公司行使控制權。

## 流通貨幣
政府透過金融管理局授權3家商業銀行在香港發行紙幣，分別是
- 香港上海滙豐銀行有限公司
- 渣打銀行（香港）有限公司
- 中國銀行（香港）有限公司

另外，金管局代表政府發行10元鈔票。
值得提一提的是，發鈔銀行發行銀行紙幣時，必須按照聯繫匯率制度以指定的匯率，即1美元兌7.80港元，向外匯基金交出美元；贖回已發行銀行紙幣時，也必須以相同匯率從外匯基金取回相應美元。

## 防偽鈔特徵
- 紙張：紙幣採用純棉紙張印製，即使在紫外光燈照射下也不會反光。
- 水印：水印是在造紙過程中形成，從紙幣的任何一面都可看見水印。水印有不同的光暗度，圖像非常清晰，但在紫外光燈照射下，水印卻不會顯現。
- 金屬線：紙幣中夾有由上而下的金屬線，從紙幣的任何一面都可看見。
- 透視標記：舉起紙幣背光來看，會發現紙幣兩面的特別設計彩色圖形完全重疊一致。
- 凹板印刷：紙幣的主體圖案以凹板印刷技術印製，在印刷過程中把大量油墨留在紙張上，使紙幣有凹凸感，而且層次分明，線條清晰。
- 隱藏式圖案或銀碼：於斜看鈔票時，可以看到圖案或鈔票銀碼。
- 螢光的纖維：於在紫外光下，可以看到紅、藍、綠的三色纖維不規則地分佈於鈔票上。
- 鈔票序號：印在左面（垂直漸大）以及右面（橫排）。並於紫外光下發出熒光紅色。

於2003年新增的特徵
- 動感變色銀碼：從不同角度斜看鈔票，鈔票的銀碼呈現金、綠兩色相互交替。
- 螢光條碼：於紫外光下會呈現條碼圖案。
- 開窗式的保安線：一條4毫米寬並附有圖案的開窗式保安線交織穿梭在鈔票的背面。於光下會呈現直線。
- 反光洋紫荊圖案：於強光下斜看鈔票時，就會看到反光的洋紫荊圖案。

於2010年新增／改變的特徵
- 動感變色圖案：由銀碼改變為圖案。由金色轉變綠色，並可見一條光紋上下滾動。
- 變色開窗金屬線：金屬線會由紫紅變綠色
- 珠光圖案：可以看見珠光色的圖案閃爍。
- 水印：由紫荊花、銀碼數字以及網點圖案組成。
- 熒光透視圖案：一般情況下為不完整。於背光情況下可見完整的圖案。於紫外光下便會呈現兩種熒光顏色。
- 鈔票序號：於紫外光下發出熒光紅色。

於2018年新增／改變的特徵
- 鈔票的背面是以直幅方式去配合主題的版面設計
  - 金融中心
  - 地質公園
  - 粵劇
  - 蝴蝶
  - 飲茶文化

## 外部連結
- Will's Online World Paper Money Gallery - HONG KONG BANKNOTES （页面存档备份，存于）